# Velká pláž (Ulcinj)
Velká pláž (albánsky Plazh e madh, srbsky/černohorsky Велика плажа/Velika plaža) je písečná pláž na samém jižním konci černohorského pobřeží Jaderského moře. 12 km dlouhá písečná pláž se táhne od města Ulcinj až po ústí řeky Bojany do moře. Široká je v průměru 60–100 m. 
Celá pláž je pokryta šedým až hnědým pískem, písek je velmi jemný se zrny o velikosti 150–250 mikronů. Byla zde prokázána existence 24 různých minerálů – Velká pláž je vhodná pro koupání v moři, pro opalování a pro léčbu pískem (psamoterapie) a pro řadu sportů. Směrem do vnitrozemí se okolo celé pláže táhne borovicový (pionový) háj. V okolí pláže se nachází několik kempů; ze strany přiléhající k městu Ulcinj se nachází řada hotelů. 
V blízkosti pláže se nachází vesnice Donji Štoj (alb. Shtoji i Poshtem) a nachází se zde také pole, kde jsou pěstovány melouny. 
Během existence socialistické Jugoslávie byla pláž známa jako Jugoslávská copacabana). 
Americké noviny The New York Times zařadily Velkou pláž mezi 31 nejlepších míst v roce 2010.